# Das Rauschen des Meeres
Das Rauschen des Meeres ist ein Filmdrama der Regisseure Ana Rocha Fernandes und Torsten Truscheit, die beide auch das Drehbuch schrieben und für den Schnitt zuständig waren, aus dem Jahr 2009. In der Hauptrolle des Kurzfilms verkörpert Tyron Ricketts einen illegal nach Deutschland eingereisten Afrikaner, der in einem Abschiebegefängnis einsitzt und suizidgefährdet ist.

## Handlung
Ein Flüchtling aus Afrika sitzt ohne Papiere oder einen sonstigen Nachweis seiner Identität seit mehreren Tagen in einem Abschiebegefängnis. Als vermutet wird, dass der Häftling sich eventuell das Leben nehmen könnte, wird ein Wärter abgestellt, der auf ihn aufpassen soll. Dieser entdeckt ein von dem Häftling verstecktes Foto, auf dem ein kleines Mädchen abgebildet ist. In der Folge beginnt der Wärter sich für das Schicksal des Häftlings zu interessieren, und zwischen den beiden beginnt sich eine Freundschaft zu entwickeln.
Aufgrund der Einsamkeit, die der Häftling in der Zelle erdulden muss, beginnt er, dem ihm zugeteilten Wärter, seine Geschichte und den Grund, warum er nach Deutschland illegal eingereist ist, zu erzählen. Der Wärter erfährt, dass der Häftling einen geliebten Menschen verloren hat. In der von dem Häftling geschilderten Geschichte erkennt der Wärter Parallelen zu seinem eigenen Leben, denn auch er hat bereits einen lieben Menschen verloren. So kommen sich die beiden immer näher.
Im weiteren Verlauf der Handlung riskiert der Gefängniswärter seine Anstellung, um dem Häftling zur Flucht aus dem Abschiebegefängnis zu helfen und dabei mitzuwirken, dass dieser seine Tochter, das Mädchen auf dem Foto, wiedersehen kann.

## Produktionsnotizen
Die Niama-Film GmbH in Stuttgart produzierte federführend in Kooperation mit dem Südwestrundfunk, ARTE und dem Bayerischen Rundfunk. Die Dreharbeiten fanden in Stuttgart und Kehl statt. Auf den Internationalen Hofer Filmtagen am 27. Oktober 2010 wurde Das Rauschen des Meeres erstmals gezeigt. Im Fernsehen wurde er unter anderem am 19. Dezember desselben Jahres auf ARTE ausgestrahlt.

## Kritiken
Die Deutsche Film- und Medienbewertung (FBW) bescheinigt, dass „[d]ie kleinen humanen Gesten zwischen Wärter und Häftling […] von den Darstellern beeindruckend unaufdringlich vermittelt [werden]“. Des Weiteren ist FBW der Meinung, dass „[s]o […] ein überzeugendes Plädoyer für ein verständnisvolles Miteinander [entsteht]“. Das Fazit lautet: „Ein kurzer Film mit großer Aussage“.

## Auszeichnungen
Im Dezember 2011 schafften es die beiden deutschen Beiträge Raju von Regisseur Max Zähle sowie Das Rauschen des Meeres unter insgesamt 107 Bewerbungen in der Sparte Live Action Shorts (nicht animierte Kurzfilme) in die engere Auswahl für die Nominierungen zum Besten Kurzfilm. Am 24. Januar 2012 nominierte die AMPAS den Film Raju als einen von fünf Kandidaten für diesen Oscar.